# Paul Russo
Paul Russo, ameriški dirkač Formule 1, * 10. april 1914, Kenosha, Wisconsin, ZDA, † 23. julij 1976, Daytona Beach, Florida, ZDA.
Paul Russo je pokojni ameriški dirkač, ki je med leti 1940 in 1962 sodeloval na ameriški dirki Indianapolis 500, ki je med letoma 1950 in 1960 štela tudi za prvenstvo Formule 1. Najboljši rezultat je dosegel na dirki leta 1957, ko je zasedel četrto mesto. Umrl je leta 1976.